# Beličica
Beličica (makedonsky: Беличица, albánsky: Beliçicë) je vesnice v opštině Mavrovo a Rostuša (Položský region) v Severní Makedonii. 

## Demografie
Podle statistik z roku 1900 od Vasila Kanchova byla vesnice Beličica obydlena 450 pravoslavnými Albánci, kteří mluvili úředně bulharsky, zatímco doma s rodinou komunikovali jen v albánštině. V roce 1905 bylo zaznamenáno 438 zde žijících Albánců a ve vesnici byla bulharská škola. Podle sčítání lidu v roce 2021 žijí ve vesnici pouze 2 lidé makedonské národnosti.  
| Rok          | 1900 | 1905 | 1948 | 1953 | 1961 | 1971 | 1981 | 1991 | 1994 | 2002 | 2021 |
| ------------ | ---- | ---- | ---- | ---- | ---- | ---- | ---- | ---- | ---- | ---- | ---- |
| Obyvatelstvo | 450  | 438  | 133  | 164  | 79   | 44   | 5    | 9    | 9    | 4    | 2    |